# خلية حمضة (دريقية)
الخلايا الحمضة الجاردرقية (بالإنجليزية: Parathyroid oxyphil cells)‏ هي واحدة من نوعين من الخلايا الموجودة في الغدة جارات الدرق، والأخرى هي الخلية الرئيسية للغدة الدرقية. توجد الخلايا الحمضة فقط في عدد قليل مختار من أنواع الكائنات الحية وكذلك في البشر.
يمكن العثور على هذه الخلايا في مجموعات في وسط الغدة وفي محيطها. تظهر الخلايا الحمضة في بداية البلوغ، لكن ليس لها وظيفة معروفة. من المتصور أن الخلايا الحمضية قد تكون نشأت من الخلايا الرئيسية عند البلوغ، لأنها لا تكون موجودة عند الولادة مثل الخلايا الرئيسية. يزداد عدد الخلايا الحمضة مع تقدم العمر.

## روابط خارجية
- صور نسيجية: 15002loa — نظام تعلم علم الأنسجة في جامعة بوسطن